# 马村砖雕墓
马村砖雕墓，位于山西省运城市稷山县城西2.5千米下迪乡马村，为宋、金时期的段氏墓地，共有墓葬14座，已发掘9座。
2001年6月25日，马村砖雕墓公布为第五批全国重点文物保护单位，古墓葬类，年代为宋、金，编号5-153-2-9。。